# Бостане
Бостане (алб. Bostan, Bostani) је насељено место и седиште општине Ново Брдо у Србији. Налази се у источном делу Косова и Метохије и припада Косовскопоморавском управном округу. Према попису из 2024. било је 255 становника.
Атар насеља се налази на територији катастарске општине Бостане површине 897 ha.

## Историја
Бостане, у подножју Новог Брда код Приштине, први пут се помиње 1432. године. На падини изнад села се налазила Сашка (Латинска) црква, коју су у средњем веку подигли чланови дубровачке трговачке колоније и познати новобрдски рудари. У цркви су откривене породичне гробнице и једна остава сребрног накита. Црква је страдала вероватно крајем 17. века. Друга црква се налази у самом селу. Подигнута је половином 19. века, а посвећена је Богородици. Приликом градње коришћен је материјал са старе новобрдске цркве, коју су Турци разорили одмах по заузећу тврђаве. Око цркве је и старо српско гробље.

## Демографија
Према попису из 1981. године насеље је већински насељено Србима. Након рата 1999. године већина Срба није напуштала Бостане.
| Етнички састав према попису из 1961.‍ | Етнички састав према попису из 1961.‍ | Етнички састав према попису из 1961.‍ | Етнички састав према попису из 1961.‍ | Етнички састав према попису из 1961.‍ |
| ------------------------------------ | ------------------------------------ | ------------------------------------ | ------------------------------------ | ------------------------------------ |
|                                      |                                      |                                      |                                      |                                      |
| Срби                                 | Срби                                 |                                      | 663                                  | 87,7%                                |
| Албанци                              | Албанци                              |                                      | 48                                   | 6,3%                                 |
| Југословени                          | Југословени                          |                                      | 24                                   | 3,2%                                 |
| Црногорци                            | Црногорци                            |                                      | 13                                   | 1,7%                                 |
| Укупно: 756                          |                                      |                                      |                                      |                                      |

| Етнички састав према попису из 1981.‍ | Етнички састав према попису из 1981.‍ | Етнички састав према попису из 1981.‍ | Етнички састав према попису из 1981.‍ | Етнички састав према попису из 1981.‍ |
| ------------------------------------ | ------------------------------------ | ------------------------------------ | ------------------------------------ | ------------------------------------ |
|                                      |                                      |                                      |                                      |                                      |
| Срби                                 | Срби                                 |                                      | 644                                  | 65,8%                                |
| Албанци                              | Албанци                              |                                      | 283                                  | 28,9%                                |
| Роми                                 | Роми                                 |                                      | 27                                   | 2,8%                                 |
| Црногорци                            | Црногорци                            |                                      | 15                                   | 1,5%                                 |
| Укупно: 978                          |                                      |                                      |                                      |                                      |

| Етнички састав према попису из 2011.‍ | Етнички састав према попису из 2011.‍ | Етнички састав према попису из 2011.‍ | Етнички састав према попису из 2011.‍ | Етнички састав према попису из 2011.‍ |
| ------------------------------------ | ------------------------------------ | ------------------------------------ | ------------------------------------ | ------------------------------------ |
|                                      |                                      |                                      |                                      |                                      |
| Албанци                              | Албанци                              |                                      | 221                                  | 45,4%                                |
| Срби                                 | Срби                                 |                                      | 196                                  | 40,2%                                |
| Роми                                 | Роми                                 |                                      | 63                                   | 12,9%                                |
| Укупно: 487                          |                                      |                                      |                                      |                                      |

Број становника на пописима:
|             | \| Демографија[4] \| Демографија[4] \| Демографија[4] \| \| Година \| Становника \| Становника \| \| -------------- \| -------------- \| -------------- \| \| 1948. \| 411 \| \| \| 1953. \| 555 \| \| \| 1961. \| 756 \| \| \| 1971. \| 817 \| \| \| 1981. \| 978 \| \| \| 1991. \| 992 \| \| |            |
| Демографија | |            |
| Година      | Становника | Становника |
| 1948.       | 411 |            |
| 1953.       | 555 |            |
| 1961.       | 756 |            |
| 1971.       | 817 |            |
| 1981.       | 978 |            |
| 1991.       | 992 |            |

### Порекло становништва
У Бостану су 1931. године живели:
Српски родови:
- Бачовци (3 куће, славе Аранђеловдан), досељени из околине Врања у првој половини 18. века.
- Мартиновићи (4 куће, славе Јовањдан), пресељени из Новог Брда средином 18. века.
- Савићи (2 куће, славе Никољдан), пресељени из Новог Брда средином 18. века.
- Ристићи и Поповићи (1 кућа, славе Митровдан), досељени из Новог Брда. Старином су из Малесије у саднашњој северној Албанији, одакле су се иселили средином 18. века да би избегли крвну освету. За њих се каже да још имају „жицу“ за оружје и коње и да су врло пргави.
- Шумаци (5 куће, славе Аранђеловдан), досељени око 1790. године из Шумана код Лебана.
- Чуљковци (22 куће, славе Никољдан), пресељени око 1810. године из Маревца да би избегли крвну освету Арбанаса, јер су убили свог слугу Арбанаса због непоштења.
- Лештарци (1 кућа, славе Никољдан), пресељени око 1880. године из Лештара као слуге.

Арбанашки мухаџирски родови:
- Мркоја (1 кућа), од фиса Краснића, досељени 1878. године из Мркоње.